# Abbey Is Blue
Abbey Is Blue — четвёртый альбом американской певицы Эбби Линкольн и третий для лейбла Riverside Records, записанный и выпущенный в 1959 году. Среди музыкантов в альбоме появляются, помимо прочих, барабанщики Филли Джо Джонс и Макс Роуч, трубач Кенни Дорэм, саксофонист Стэнли Террентайн, пианист Уинтон Келли и басист Сэм Джонс.

## Отзывы критиков
| Оценки критиков                            | Оценки критиков |
| Источник                                   | Оценка          |
| ------------------------------------------ | --------------- |
| All About Jazz                             | [ 1 ]           |
| AllMusic                                   | [ 2 ]           |
| DownBeat                                   | [ 3 ]           |
| The Encyclopedia of Popular Music          | [ 4 ]           |
| MusicHound Jazz: The Essential Album Guide | [ 5 ]           |
| The Penguin Guide to Jazz                  | [ 6 ]           |
| PopMatters                                 | 9/10            |
| The Rolling Stone Jazz Record Guide        | [ 8 ]           |
| The Rolling Stone Jazz & Blues Album Guide | [ 9 ]           |

Нэт Хентофф из HiFi/Stereo Review заявил, что лучший из трёх альбомов Линкольн для Riverside, но, по его мнению, ей всё ещё не хватает технической уверенности, не говоря уже о достаточно характерном звуке и фразировке.
Рецензент All About Jazz Дэвид Рикет отметил, что с появлением движения за гражданские права певцам больше не нужно было придерживаться стандартов и мелодий Tin Pan Alley, и они могли по-настоящему петь о том, что для них важно, а также, что Линкольн перенял умение Билли Холидей вселяться в текст песни и проецировать её эмоциональное содержание вовне, и эти песни, все из которых посвящены скорби, являются суровыми и душераздирающими рассказами о потерях и несправедливости. Скотт Яноу из AllMusic написал: «Третий из трёх альбомов Эбби Линкольн для Riverside непосредственно предшествует её более авантюрной работе с барабанщиком (а затем мужем) Максом Роучем. Благодаря прекрасному аккомпанементу Линкольн довольно эмоциональна и самобытна во время особенно сильного сета. Очень запоминающийся сет». В обзоре для PopMatters Крис Ингаллс отметил, что до выхода этого альбома большая часть записей Линкольн состояла из стандартов «Великого американского песенника», однако здесь она решительно поворачивает за угол, пребывая в мрачном, задумчивом настроении, и выбирая песни, которые демонстрируют более широкий спектр вкусов и жанров.

## Список композиций
1. «Afro Blue» (Монго Сантамария, Оскар Браун) — 3:20
2. «Lonely House» (Лэнгстон Хьюз, Курт Вайль) — 3:40
3. «Let Up» (Эбби Линкольн) — 5:32
4. «Thursday’s Child» (Элисс Бойд, Мюррей Гранд) — 3:31
5. «Brother, Where Are You?» (Оскар Браун) — 3:10
6. «Laugh, Clown, Laugh» (Тед Фио Рито, Сэм М. Льюис, Джо Янг) — 5:24
7. «Come Sunday» (Дюк Эллингтон) — 5:13
8. «Softly, as in a Morning Sunrise» (Оскар Хаммерстайн II, Зигмунд Ромберг) — 2:46
9. «Lost in the Stars» (Максвелл Андерсон, Курт Вайль) — 4:11
10. «Long as You’re Living» (Оскар Браун, Джулиан Пристер, Томми Террентайн) — 2:33

## Участники записи
- Бас-гитара — Бобби Босуэлл (1, 3, 6, 10), Сэм Джонс (2, 4, 5, 7-9)
- Вокал — Эбби Линкольн
- Гитара — Лес Спанн (2, 4, 7-9)
- Звукорежиссёр — Джек Хиггинс
- Мастеринг — Джек Мэтьюз
- Продюсер — Билл Грауэр, Оррин Кипньюз
- Тенор-саксофон — Стэнли Террентайн (1, 3, 6, 10)
- Тромбон — Джулиан Пристер (1, 3, 6, 10)
- Труба — Томми Террентайн (1, 3, 6, 10), Кенни Дорэм (2, 4, 7-9)
- Ударные — Макс Роуч, (1, 3, 6, 10) Филли Джо Джонс (2, 4, 5, 7-9)
- Флейта — Лес Спанн (5)
- Фортепиано — Уинтон Келли, (2, 4, 5) Сидар Уолтон (3, 6), Фил Райт (7-9)

Сведения взяты из аннотации к альбому.